# Tudományos módszer
A tudományos módszer (vagy tudományos metódus) olyan módszerek együttesét jelenti, ami (bizonyos elképzelések szerint) megkülönböztető jegye a tudománynak, meghatározza a tudományos kutatás menetét. A tudományos módszerek gyűjtőneve a tudományos módszertan.
A tudományos módszertan tanulmányozását napjainkban a tudományfilozófia feladatának tekintik. Hogy miben áll a tudományos módszertan, egyáltalán magának a tudománynak a mibenléte, igen jelentős és nyitottnak tekinthető probléma. A legtöbb tudományfilozófus mindössze abban ért egyet, hogy a tudomány fogalmát, módszertanát és meghatározását tekintve jelentős a disszenzus (egyet nem értés, vita, egymással teljes összhangban nem állás): a tudományfilozófia jelenleg képtelen megnyugtatóan tisztázni ezeket a fogalmakat és módszereket. A véleménypaletta egyik szélén az általában a neopozitivizmusra alapozó szcientisták világnézete (tudományelvűségben hívők), akik szerint minden tudás alapja a (természet)tudomány, és lényegében csak ezek a tárgyak tekinthetők tudásnak, a másikon az anarchista ill. konstruktivista tudományfilozófusok állnak (a leginkább kuriózumnak számító Feyerabenddel az élen), akik szerint a tudomány, a természettudományok is, ugyanúgy alá vannak vetve az esetlegességet jelentő társadalmi folyamatoknak (változás, tévedés), mint bármely más társadalmi jelenség. Feyerabend szerint pl. maga a „tudományos módszer” kifejezés is hibás koncepciót rejt, mivel gyakorlatilag bármilyen módszer válhat tudományossá megfelelő körülmények között.

## Történet
A modern tudomány születését sokan Francis Bacon Novum Organum című művétől számítják, de még ha nem is akarják ennyire egy eseményhez kötni, akkor is a 17. és 18. század környékére teszik születését. Ez tulajdonképpen azt jelenti, hogy a modern tudomány kialakulását az empirizmushoz kötik, azaz, hogy az empíria explicit hangsúlyozását tekintik annak a fordulópontnak, amellyel a tudomány a középkori vallástól és az akkori spekulatív filozófiától elszakadt. A vallástól való elszakadás fontosságát jelzi az is, hogy a reneszánsz és a felvilágosodás korával szorosan összekapcsolódik a modern tudomány születése.
Bár a modern tudomány születésében ez a módszertani momentum jelentős szerepet játszik, azt nem mondhatnánk, hogy a tudományos módszer mibenléte is rögtön nyilvánvalóvá vált ekkor, sőt, még azt sem, hogy ez a mai napig tisztázott volna.
Először az empirizmus és racionalizmus (ld. René Descartes) csatározott abban, hogy melyik az alapvető, vagy kizáró alapja a (tudományos) megismerésnek. Bizonyos mértékig egy szintézist tudott elérni ebben Immanuel Kant. Kantnál azonban nincsen lezárva a kérdés, mert az a priori szintetikus tudás kérdése továbbra is problematikus volt, és máig is az maradt.
A pozitivizmus hozott egy újabb fordulatot, majd a logikai pozitivizmus kísérelte meg felszámolni az a priori szintetikus tudás problémáját annak egyszerű elvetésével. Ez a kérdés máig sincs lezárva. A logikai pozitivizmus volt az első filozófia, amely a tudományos módszertan kutatását elsődleges fontosságú feladatnak tartotta, és ezzel a tudományfilozófia diszciplínáját kiérlelte. Ebből adódóan kiemelkedő eredményeket értek el a metodika tekintetében. A metodikát a tudomány meghatározott célja alapján próbálták meghatározni, amit a magyarázatban és a tudományos jóslásban (predikció) határoztak meg. Szemléletük a tudományos módszert az elméletek igazolásában, és annak pozitív irányában látta. Ez lenne a racionalitás, és a tudomány kritériuma. Ehhez a szemlélethez a tudomány ún. hipotetikus- deduktív felépítése tartozik, amely azt jelenti, hogy a tudományos elméletek olyan általános jellegű hipotéziseket tartalmaznak, amelyekből bizonyos kezdő- és peremfeltételek mellett egyedi jelenségek, tapasztalatok magyarázatai vagy jóslatai vezethetők le.
Karl Popper egyetértett a tudomány céljaiban, tudományos módszer demarkációjának fontosságában, a hipotetikus-deduktív struktúrában. De a kritériumot nem az igazolásban, hanem a cáfolásban látta. Az ő filozófiája a kritikai racionalitás.
Az ún. történelmi, szociológiai fordulat után, amelyet Thomas Kuhn nevéhez kötnek, a tudományfilozófia a tudományt, mint történelmileg kialakult szociális folyamatot tekinti inkább, mint egy metodikailag meghatározott tevékenységet. Ez azt jelenti, hogy a tudomány sajátosságát eme nézet szerint nem egy módszer, hanem inkább a tudósok szokásai, kapcsolatai, a kutatás körülménye, az intézményes hierarchia (ld. tudományszociológia) azaz szociális kérdések határoznak meg (ld. tudásszociológia. Ezzel a tudományos módszer jelentősége csökkent, illetve logikai módon kevésbé meghatározhatóvá vált. Kuhn azt is hangsúlyozta, hogy a tudománynak nem határozható meg egy vagy két célja, hanem hogy ezek a célok is egy bővebb halmazt alkotnak. Az vitatott, hogy Kuhn szerint ez a halmaz változik-e, explicit-e. Kuhnt relativizmussal vádolták, de ő maga ragaszkodott ahhoz, hogy félreértik, és hogy ő racionalista.
Paul Feyerabend ezt a radikalizmusig vitte, leghíresebb könyvének címe „A módszer ellen”, leghíresebb mondása pedig az „Anything Goes” (ezt nem szokás magyarra fordítani, de szó szerint azt jelenti, hogy „Bármi elmegy”, „Bármi megteszi”, „Bármi lehetséges”). Feyerabend nézetei szerint a tudomány semmiben sem különbözik metodikailag bármely más diszciplínától.
Mindmáig azonban elterjedt nézet maradt az, hogy létezik egyfajta tudományos módszer, még ha nem is határozható meg pontosan. Széles körben elterjedt konszenzus az, hogy a tudományt egyfajta minimális verifikacionizmus, valamilyen értelemben cáfolhatóság, azaz empirikus kontroll jellemzi, és ezen kívül valamilyen logikai precizitás is jellemző rá.
Az, hogy tapasztalatok és logikai összefüggések alapján van-e szabálya az elméletek elfogadásának, meghatározható-e egy szabály, és hogy alkalmazzák-e a tudósok ezt a szabályt, abban nincs egyetértés.

## A tudományos módszer jellemzői
Akik a tudományos módszer létezésében és meghatározásában egyetértenek, azok általában szükséges elemnek tartják a hipotetikus-deduktív logikai struktúrát, a tapasztalati tudományok esetében pedig az empirikus kontrollt az igazolás tekintetében.
Sok filozófus jellemzőnek tartott a felfedezés tekintetében egy fajta induktív módszert. Egy meghatározott rendszer kifejlesztését John Stuart Mill és Rudolf Carnap kísérelte meg. Nem mindenki ért egyet azzal, hogy az induktív módszer szükséges feltétele a tudománynak (ld. Karl Popper kritikáját).
A tudománynak vannak ezen kívül számos jellemző, de nem szükséges, és nem minden tudományban használt eszközei. Ilyen jellemzők:
- kvantitatív leírás. Ez azt jelenti, hogy a tudomány összefüggéseit számszerűsítik. Ugyanakkor lehetséges, de nem annyira jellemző minőségi összefüggések felállítása, és ilyenekkel operáló kvalitatív tudományok. Elsősorban a humán tudományok ilyenek (például történelem). A kvantitatív törvények képezik a matematika nagyobb részét, és emiatt a kvantitatív összefüggések a hipotetikus-deduktív rendszerhez jobban megfelelnek. Lehet a mellett is érvelni, hogy a kvantitatív összefüggések fejlettebb, finomabb fokát jelentik a tudományosságnak, de lehet vitatni is.
- mértékegységek használata. Ez is az előbbi kiegészítéssel igaz, és a kvantitativitáshoz kapcsolódik. Ugyanakkor az empirikussághoz is szorosan kapcsolódik.
- mérés, mérőeszközök igénybevétele. Ez sem szükségszerű, hiszen a humán tudományok nagy része nem vesz igénybe ilyeneket, de a természettudományoknál is csak a modern tudományos korban lett jellemző a mérőeszközök elterjedése. Az ókorban még igen kevés mérőeszközt használtak, és a tudomány inkább csak megfigyelésen alapult. A mérés és "puszta" megfigyelés között egyébként sem húzható éles határvonal, a mérés nem jelent merőben új metodikai elemet. Ugyanakkor praktikusan mégis igen fontos és döntő eleme a tudomány fejlődésének.
- kísérletezés. Hasonló megjegyzés érvényes rá, mint a mérésre, ez is a modern tudomány jellegzetessége, nagyon fontos, de filozófiai értelemben nem szükséges feltétele. A kísérletezésről is elmondható, hogy a megfigyeléstől élesen el nem különíthető, nem merőben új eszköze a tudománynak, ugyanakkor igen fontos a tudományos fejlődés szempontjából az, hogy immár kísérletező szakaszába lépett a modern tudományok megjelenésével.
- reprodukálhatóság. Ez egy jellemző szempontja a tudománynak, amely teljesül a tudományok által vizsgált jelenségek nagy részére. De például a történelem és csillagászat is vizsgál olyan jelenségeket, amik reprodukálhatatlanok. Azt mondhatjuk, hogy a sok jelenségnél megkívánható a reprodukálhatóság, és hogy reprodukálható jelenségek sokkal könnyebben vizsgálhatók. Nem várható el reprodukálhatóság nagy teret, időt, sok anyagot, energiát megkövetelő jelenségeknél, ezeknél drága a reprodukció. Nem várható még el teljes egészében sztohasztikus folyamatoknál sem, ahol a feltételek reprodukálhatósága ismert módon nem feltétlenül vezet ugyanarra az eredményre. Ezekben az esetekben is, bár a folyamat nem megismételhető, de a megismerés folyamata, akár térben, akár időben, igen. Hammurápi törvényoszlopát csak egyszer lehetett kifaragni, de elolvasni és magyarázni elvileg, bárki, bármikor tudja. Nem a kifaragás, hanem a megismerés a tudomány. Egy szupernóva kitörését is elvileg egyszerre akárhányan megfigyelhetik, és mind ugyanazt kell, hogy lássák, itt is reprodukálható a megismerés.
- interszubjektivitás, azaz a különböző megfigyelők közötti összhang is számos esetben kívánatos a tudományokban, de hasonlóan az előzőekhez, nem mondható filozófiailag szükséges feltételnek. A legtöbb esetben megkövetelhető ez a kritérium, és az ilyen jelenségek könnyebben vizsgálhatók. Ellentéte a „kutatói elfogultság” (observer bias), amikor pozitív eredményt mindig csak bizonyos személyek érnek el, mások nem, annak ellenére, hogy pontosan ugyanazt a módszert használták. A gyógyszerkutatásban különösen sok problémát okozott a kutatói elfogultság, ezért kizárására kifejlesztették a kettős vakpróbát, amelyben a gyógyszert kiosztó kutató sem tudja, hogy valódi gyógyszert vagy azzal kinézetre megegyező placebót ad-e a betegnek.[1]
- forráskritika, tehát a korábbi feljegyzéseket pontosan, kontextusba helyezve feldolgozni és a megfelelő részeket hivatkozással átvenni. A reprodukálhatóság lényeges eleme. Az ezzel kapcsolatos módszereket forrástanként gyűjtik egybe,

## A tudományos módszer elmélete

### Megfigyelés és kísérletezés
A megfigyelés és kísérletezés a tudományos kutatás alapja. Ez nem jelenti azt, hogy a megfigyelés és kísérletezés megelőzi az elméletalkotást. Mint arra Karl Popper rámutatott, elmélet nélkül nem lehet csak úgy megfigyeléseket végezni, mivel nem tudjuk kiválogatni a releváns és irreleváns eseményeket. Kuhn pedig azt hangsúlyozta, hogy a megfigyeléseket leíró nyelv az éppen elfogadott elmélet alapján van megszerkesztve, tehát nem létezik egy az elméleteket megelőző, elmélet-semleges nyelv. A bécsi kör ezt a kérdéskört az ún. protokolltétel-vitában járta körül.

### Hipotézis
Amíg a tudományos közösség azt el nem veti, vagy el nem fogad egy bizonyos elméletet, addig hipotézisnek (magyarul feltevésnek) nevezik. Az elfogadott hipotézist már elméletnek szokás nevezni.
Egy hipotézis ezen kívül abban is különbözik egy elmélettől, hogy az lehet egy kisebb rész, szólhat akár egyetlen természeti törvényről, míg elmélet néven több törvényből álló halmazt szoktak nevezni.
Mind az elmélet, mind a hipotézis általában néhány törvényből és kiegészítő feltételből álló állításhalmaz.
A nagyon pontosan, tehát gyakran a matematika nyelvén megfogalmazott hipotéziseket tudományos modellnek nevezzük, több egymással összekapcsolható tesztelt modell egzakt tudományos elméletet (teóriát) alkot.

### Előrejelzés (predikció)
Egy bizonyos hipotézishalmazból, kiegészítő elméletekből, és kiegészítő feltevésekből, logikai dedukcióval bizonyos előrejelzéseket lehet levezetni.
A predikció megnevezés szakszerűbb, mivel utal arra, hogy logikai levezetésről van szó, nem hétköznapi előrejelzésről. Egy másik fontos dolog, ami miatt ez az elnevezés szerencsésebb, hogy a predikció nem feltétlenül jelent jövőbeli eseményt.
Egy, a valóságról szóló elgondolás akkor lehet tudományos, amennyiben logikai levezetéssel le lehet vezetni belőle empirikusan ellenőrizhető tényeket.

### Ellenőrzés
A megfigyelések, kísérletek egybevetését a jósolt predikcióval ellenőrzésnek nevezzük. Az ellenőrzés és annak kiértékelése kulcsfontosságú az elméletek elfogadásának kérdésében.

### Az elméletek elfogadása
Az elméletek elfogadása egyrészt az ellenőrzés kiértékelésén alapul, másrészt bizonyos más tényezőket is figyelembe szoktak venni, mint egyszerűség, tesztelhetőség, más elméletekkel való konzisztencia.
Jelenleg nincs a tudományos elméletek elfogadásának szigorú algoritmusa.
Polányi Mihály (fizikai kémia és társadalomtudományok professzora) 1958-ban megjelent „Személyes tudás” (Personal Knowledge: Towards a Post-Critical Philosophy) című könyvében fejti ki az elméletek ellenőrizhetőségének problémáját:  a természettudományos eredmények nem csupán a természettől függnek, hanem a világnézeti vélekedésektől is.  Ennyiben személyes tudás az objektívnek beállított tudomány is.
Popper a falszifikáció empirikus tartalom fogalmát gondolta meghatározónak, és erre alapozta elgondolását a tudományos elméletek elfogadásáról.
Carnap egy ún. indukciós módszert dolgozott ki, amelyet Jaako Hintikka tökéletesített később. Ez bizonyos feltételes valószínűségen alapul, és az elméletek konfirmációjának mértékét hivatott mérni. Ez a metodika csak az elmélet és a megfigyelések viszonyát veszi számba. Carnap maga is hangsúlyozta, hogy az elméletek elfogadásában a konfirmáció foka csak egy tényező, és e mellett az egyszerűség, és más praktikus megfontolások is szerepet játszanak.
Kuhn azt hangsúlyozta, hogy bár a tudományos elméletek elfogadásának jól meghatározható kritériumai vannak, mint a megfigyeléseknek való megfelelés, az egyszerűség stb. azonban nincs egy algoritmus, amely ezeket mérni tudná, és amely meghatározná, hogy mely elméletet kell elfogadni. Algoritmus helyett a tudományos közösség dönt.
Az elméletek elfogadásáról tehát nem sikerült egy konszenzuális módszert kidolgozni, ennek okai a következők:
- A tudományos kutatásnak és az elméleteknek több célja is lehet, amely sok esetben harmonizál egymással, de néhány kritikus esetben ellentmondhatnak egymásnak az ebből adódó tényezők.
- Nem sikerült egészen pontosan konszenzusra jutni ezen tényezőkről, és főleg a prioritásukról.
- Az ún. Duhem–Quine-tézis szerint az elméletek aluldetermináltak a megfigyelések által. Tehát a megfigyelések önmagukban nem határozzák meg az elfogadandó elméletet. Több lehetséges megfogalmazás leírhatja ugyanazt a megfigyeléshalmazt.

### Kutatási programok
Miután az elméletek elfogadásáról nem sikerült metodikát alkotni, több tudományfilozófus egy nagyobb egységben próbálta megoldani a problémát.
Lakatos Imre volt az, aki kutatási programokról kezdett el beszélni az elméletek elfogadása vagy elutasítása helyett. A kutatási program egy bizonyos elmélet különböző időbeli variánsainak egybefoglalása. Tehát amikor egy kutató egy bizonyos elméletet ellenőriz, módosít, javít, akkor egy bizonyos kutatási programon dolgozik. Lakatos elgondolása szerint egy elméletet a cáfolatok alól mindig ki lehet menteni bizonyos hipotézisekkel. A kérdés, hogy ennek mi az ára. Ennek következtében a kutatási program lehet progresszív vagy degeneratív. Progresszív egy kutatási program, ha nagy számú megfigyelést jól tud magyarázni, és idővel ezt a tulajdonságát meg is tartja. Degeneratív egy kutatási program, ha a cáfolatok kimentésére végrehajtott hipotézis-módosítások beszűkítik ellenőrizhetőségét. Popper az ilyen esetet ad hoc hipotézisnek nevezte. Lakatos munkássága Popper elgondolásának jelentős kiterjesztése.
Stephen Toulmin vezette be az evolúciós metodika elgondolását. Szerinte a tudományos elméletek a tudós társadalomban ahhoz hasonlóan szelektálódnak és fejlődnek, ahogy az élővilág fajai változnak, szelektálódnak és fejlődnek a biológiai evolúcióban. Popper később szintén áttért erre az evolúciós felfogásra.
Thomas Kuhn az elméleteknél nagyobb egységet a tudományos kutatásban paradigmának nevezte el. Kimutatták, hogy a "paradigma" fogalma nem pontosan definiált, különböző jelentései lehetnek, de nagyon hasonlatos a Lakatos-féle tudományos kutatási program fogalmához. Kuhn a paradigmák esetében a normál tudomány és a tudományos forradalmak szakaszának elkülönítését hangsúlyozta. A normál tudomány szakaszában a tudomány valahogy úgy működik, ahogy az a "nagykönyvben meg van írva": a paradigma meghatározza a releváns megfigyeléseket, az elmélet ellenőrzését, az elfogadás vagy elutasítás feltételeit. Tudományos forradalmak esetében paradigmaváltás következik be, amelyet az ilyen metodika nem képes leírni. Kuhn ezzel nem azt akarta mondani, hogy a tudományos forradalom irracionális, hanem, hogy nem a normál tudomány metodikája szerint történik.
Rudolf Carnap szintén beszélt az elméleteknél nagyobb egységekről a tudományos kutatásban. Ő ezeket az egységeket keretrendszereknek nevezte. A keretrendszereken belüli, internális kérdések megválaszolására a keretrendszer metodikát ad. A keretrendszeren kívüli kérdések azonban nem ilyenek, hanem pragmatikus jellegűek: ezeknek eldöntése tulajdonképpen a keretrendszer elfogadását vagy elutasítását is jelenti. A keretrendszerek elfogadása vagy elvetése viszont csak pragmatikus lehet, hiszen nincs rá alkalmas metodika. Az elfogadás a keretrendszer sikerességétől függ, azaz, hogy mennyire bizonyulnak használhatónak a tudományos magyarázatban, előrejelzésben.